# Pommiers-Moulons
Pommiers-Moulons là một xã trong tỉnh Charente-Maritime trong vùng Nouvelle-Aquitaine tây nam nước Pháp. Xã này nằm ở khu vực có độ cao trung bình 90 mét trên mực nước biển.
Sông Seugne tạo phần lớn ranh giới phía đông bắc của xã.